# 야마나카 쓰요시

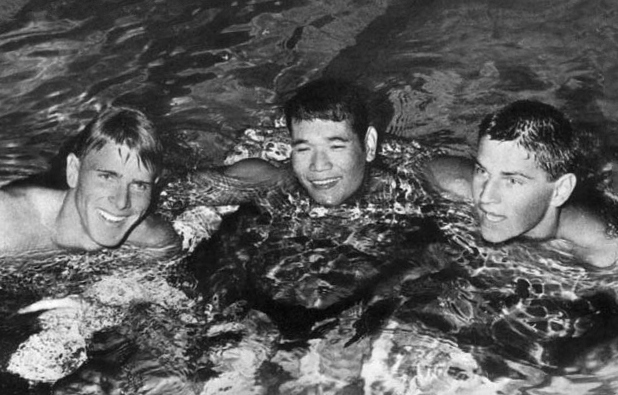

야마나카 츠요시(일본어: 山中 毅, 1939년 1월 18일 ~ 2017년 2월 10일)는 일본의 수영 선수였다. 자유형이 주종목었고, 올림픽에서 은메달 4개를 땄다.

## 수영 경력
이시카와현 와지마시 출신으로 서던캘리포니아 대학교에서 3번이나 200m 자유형 세계 기록을 깼다.
일본 기록들에 추가로 야마나카는 200m와 400m 자유형에서 2개의 미국 기록을 소유하였으며, 올림픽에서 명예의 전당 헌액자 조지 브린을 꺾었으나 머리 로즈를 상대로 하는 데 실패하였고 이 종목들에서 미국 국내 AAU 선수권을 우승하였다.
1956년과 1960년 하계 올림픽 400m 결승전에서 각각 명예의 전당 헌액자 오스트레일리아의 머리 로즈와 존 콘래즈에게 밀려 2위를 하였다.

## 공적
- 1956년 - 2개의 올림픽 은메달 (400m/1500m 자유형)
- 1960년 - 2개의 올림픽 은메달 (400m 자유형/800m 자유형 계주)
- 14개의 세계 신기록 - 200m/400m 자유형과 4개의 자유형 계주
- 3개의 미국 기록 - 200m와 400m 자유형
- 2개의 AAU 국내 선수권 - 200m와 400m 자유형
- 1983년 국제 수영 명예의 전당에 헌액

## 참조
1. ↑  “야마나카 츠요시”. Sports-Reference. 2011년 8월 8일에 원본 문서에서 보존된 문서. 2016년 3월 28일에 확인함.